# Băroiu
Băroiu – wieś w Rumunii, w okręgu Vâlcea, w gminie Tetoiu. W 2011 roku liczyła 408 mieszkańców.